# Eddie Barefield
Edward Emanuel Barefield (Scandia, 12 december 1909 - New York, 4 januari 1991) was een Amerikaanse jazz-saxofonist en -klarinettist en arrangeur in het swing-tijdperk. Hij schreef arrangementen voor onder meer Glenn Miller en Benny Goodman en was lid van de bands van Cab Calloway en Duke Ellington.
Barefield begon op zijn tiende piano te spelen, maar stapte over op de altsaxofoon toen hij dertien was. In 1926 werkte hij met Edgar Pillows en in 1927 met West Virginia Ravens. In 1930 studeerde hij klarinet aan het conservatorium van Chicago. Hij speelde bij Teddy Wilson en Art Tatum (1931), Bennie Moten (1932) en de McKinney's Cotton Pickers. Van 1933 tot 1936 was hij lid van de band van Cab Calloway, waarmee hij ook naar Europa kwam. Daarna volgde werk bij Les Hite (1937), Fletcher Henderson en Don Redman (1938) en weer Calloway, en Ella Fitzgerald (1939). In 1940 had hij een eigen groep en speelde hij ook bij Coleman Hawkins. In 1941 volgde een tijd bij Benny Carter en in 1942 was hij bij het orkest van Duke Ellington. Van 1942 tot 1946 werkte hij bij verschillende radiostations. In 1947 keerde hij terug naar Ellington, waarvoor hij ook arrangeerde. In 1948 dirigeerde hij op Broadway de muziek bij het toneelstuk "A Streetcar Named Desire". In 1950 werkte hij bij Sy Oliver en Fletcher Henderson, daarna tot 1958 voornamelijk voor Calloway. In 1958 toerde hij met Sammy Price in Europa. In 1959 was hij dirigent van de Jazz-Train-Show. Barefield nam ook aan allerlei opnames deel, onder meer van Billie Holiday, Lionel Hampton, Roy Eldridge, Ben Webster, Earl Bostic, Larry Darnell en Leon Redbone.

## Discografie (selectie)
als leider:
- The Indestructable Eddie Barefield, Famous Door, 1977

- Bibsys: 9065742
- Bibliothèque nationale de France: cb139266328 (data)
- Gemeinsame Normdatei: 1101201487
- International Standard Name Identifier: 0000 0000 4372 0324
- Library of Congress Control Number: nb2001029864
- MusicBrainz: 10576bcc-58bd-4830-9c6a-7e67860d5f9a
- Nationale Bibliotheek van Tsjechië: jo20241241845
- SNAC: w6zw32xj
- Virtual International Authority File: 39564326
- WorldCat: E39PBJvtdCCCrfHg7RRX6M6R8C